# Free State Cheetahs
Ne doit pas être confondu avec Cheetahs.
Maillots
Les Free State Cheetahs (les Guépards de l'État libre) sont une équipe sud-africaine de rugby à XV fondée en 1895 qui participe chaque année à la Currie Cup. Elle joue en orange et blanc et évolue au Vodacom Park ou Free State Stadium de Bloemfontein. Le club ne doit pas être confondu avec les Central Cheetahs, auxquels il fournit toutefois l’essentiel de ses joueurs ainsi que les infrastructures (siège, administration, stade) et l’encadrement sportif.

## Histoire
Fondé en 1895 pour représenter l’État libre d'Orange dans la Currie Cup, le club n’a jamais été un grand du rugby sud-africain. Il doit attendre 1973 pour disputer sa première finale et 1976 pour enfin inscrire son nom au palmarès. Il connaîtra ensuite six défaites consécutives entre 1977 et 2004, avant de l’emporter pour la deuxième fois seulement en 2005. Le Free State s'affirme alors comme la meilleure équipe du pays, conservant son titre les deux années suivantes. Il doit tout d'abord le partager avec les Blue Bulls à la suite d'un match nul en 2006, puis le gagne seul face aux Lions après avoir été mené 6-18 à un quart d'heure de la fin, en 2007.
Les Free State Cheetahs remportent la Currie Cup en 2023, en s'imposant en finale 25-17 contre les Pumas.
L’un de ses joueurs emblématiques est le pilier Os du Randt, double champion du monde sud-africain (1995 et 2007).

## Palmarès

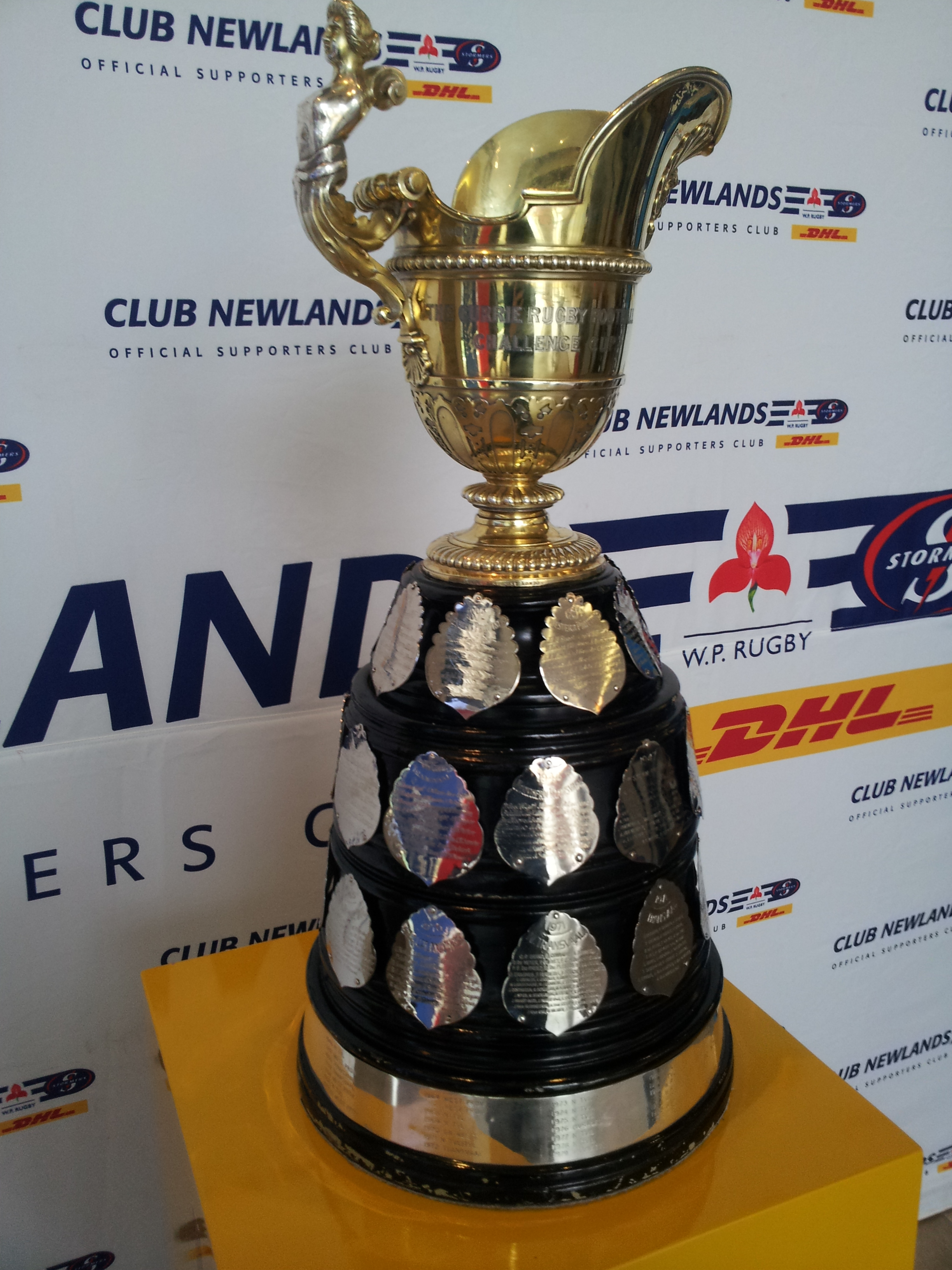

### Currie Cup
| Saison | Vainqueur           | Score           | Finaliste           | Lieu                             |
| ------ | ------------------- | --------------- | ------------------- | -------------------------------- |
| 1973   | Northern Transvaal  | 30 - 22         | Orange Free State   | Loftus Versfeld, Pretoria        |
| 1975   | Northern Transvaal  | 12 - 6          | Orange Free State   | Free State Stadium, Bloemfontein |
| 1976   | Orange Free State   | 33 - 16         | Western Province    | Free State Stadium, Bloemfontein |
| 1977   | Northern Transvaal  | 27 - 12         | Orange Free State   | Loftus Versfeld, Pretoria        |
| 1978   | Northern Transvaal  | 13 - 9          | Orange Free State   | Free State Stadium, Bloemfontein |
| 1981   | Northern Transvaal  | 23 - 6          | Orange Free State   | Loftus Versfeld, Pretoria        |
| 1994   | Transvaal           | 56 - 35         | Orange Free State   | Springbok Park, Bloemfontein     |
| 1997   | Western Province    | 14 - 12         | Free State Cheetahs | Newlands, Le Cap                 |
| 2004   | Blue Bulls          | 42 - 33         | Free State Cheetahs | Loftus Versfeld, Pretoria        |
| 2005   | Free State Cheetahs | 29 - 25         | Blue Bulls          | Loftus Versfeld, Pretoria        |
| 2006   | Free State Cheetahs | 28 - 28 (a. p.) | Blue Bulls          | Free State Stadium, Bloemfontein |
| 2007   | Free State Cheetahs | 20 - 18         | Lions               | Free State Stadium, Bloemfontein |
| 2009   | Blue Bulls          | 34 - 26         | Free State Cheetahs | Free State Stadium, Bloemfontein |
| 2016   | Free State Cheetahs | 36 - 16         | Blue Bulls          | Free State Stadium, Bloemfontein |
| 2019   | Free State Cheetahs | 31 - 28         | Golden Lions        | Free State Stadium, Bloemfontein |
| 2023   | Free State Cheetahs | 25 - 17         | Pumas               | Free State Stadium, Bloemfontein |